# 李春生 (1961年)
李春生（1961年3月5日—），男，汉族，河南郑州人，中华人民共和国政治人物。

## 生平
1983年毕业于河南大学历史学专业，1983年8月参加工作，1984年12月加入中国共产党。2000年任新县县长；2003年任中共信阳市委常委、政法委书记；2004年任河南省公安厅政治部主任；2006年任公安部政治部人事训练局局长；2008年任公安部政治部副主任、人事训练局局长；2013年5月任广东省人民政府副省长、省公安厅厅长。
2021年1月26日，当选为广东省人大常委会副主任。4月卸任省公安厅长。
2022年12月8日，因涉嫌严重违纪违法，主动投案，接受中央纪委国家监委纪律审查和监察调查。2023年6月28日，遭到开除党籍、开除公职处分。同年7月，最高人民检察院以涉嫌受贿罪对李春生作出逮捕决定。
2024年7月31日，湖南省郴州市中級人民法院一審公開宣判廣東省人大常委會原黨組副書記、副主任李春生受賄一案，對被告李春生以受賄罪（折合人民幣7940萬元）判處有期徒刑十年，並處罰金人民幣四百萬元；對李春生受賄犯罪所得財物及其孳息依法予以追繳，上繳國庫。